# Jerome de Bromhead
Jerome de Bromhead (født 2. december 1945 i Waterford, Irland) er en irsk komponist, guitarist og medlem af Aosdána.
De Bromhead studerede komposition på Det Kongelige Musikkonservatorium i Dublin hos bl.a. A.J. Potter og Seóirse Bodley. Han studerede guitar på the Guitar Centre i London (1969). Han har skrevet to symfonier, orkesterværker, koncertmusik, kammermusik, korværker, sange, solostykker for mange instrumenter etc.

## Udvalgte værker
- Symfoni nr. 1 (1985) - for orkester
- Symfoni nr. 2 (1994) - for orkester
- Guitarkoncert (1991, Rev. 1997) - for guitar og strygeorkester
- Violinkoncert (2008) - for violin og orkester
- Abstrakte Variationer (1976) - for orkester
- Corkamesca (2014) - for strygeorkester